# Băltenii de Jos
Băltenii de Jos – wieś w Rumunii, w okręgu Tulcza, w gminie Beștepe. W 2011 roku liczyła 83 mieszkańców.